# Ben Lexcen

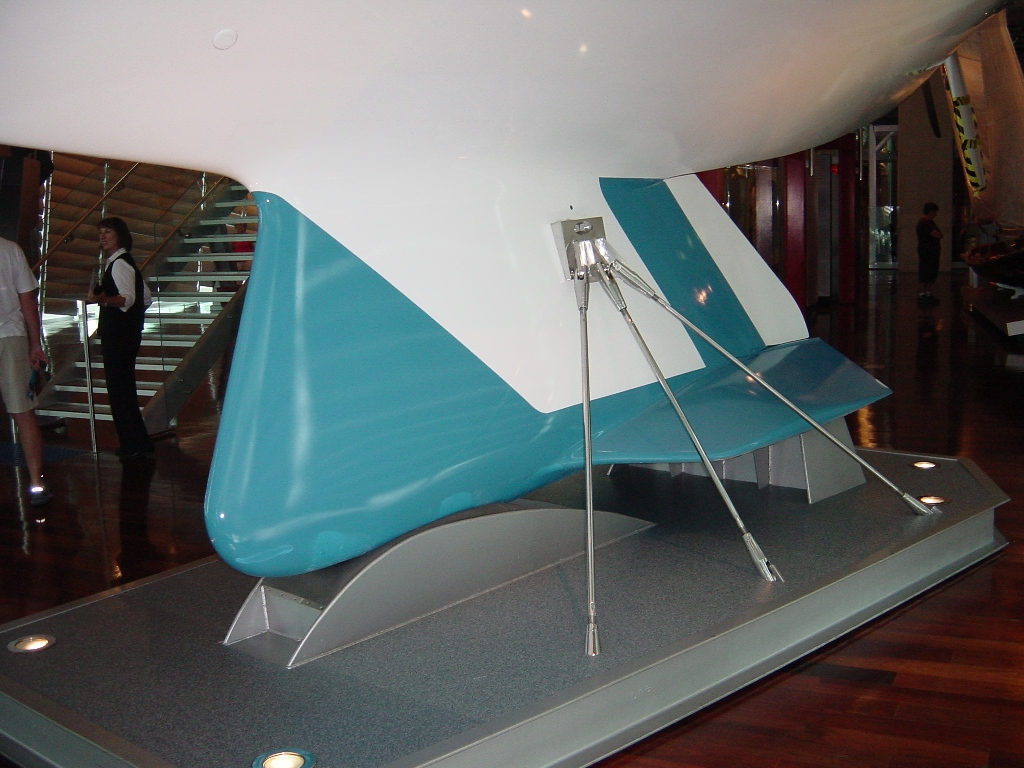
Flügelkiel von Australia II

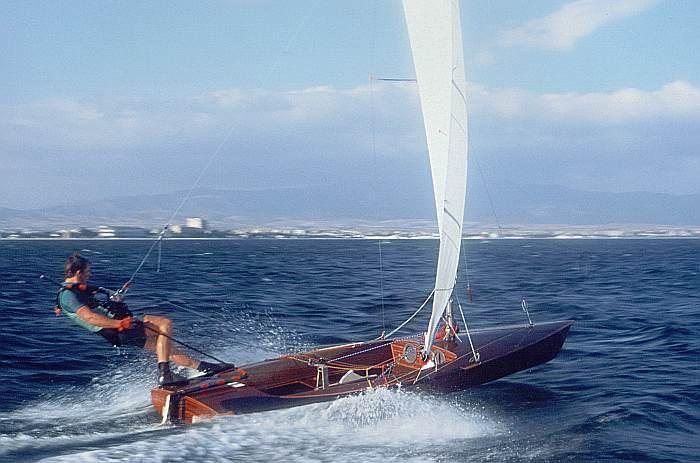
Ein Contender bei der WM 1998

Ben Lexcen AM (* 19. März 1936 in Boggabri als Bob Miller; † 1. Mai 1988 in Manly) war ein australischer Yachtkonstrukteur und Designer.
Bei den Olympischen Spielen 1972 vor Kiel belegte das von Bob Miller gesteuerte australische Boot den 16. Platz in der Soling-Klasse. Nach den Olympischen Spielen trennte sich Miller von seinem langjährigen Partner Craig Whitworth. Da Whitworth für seine Bootsbauer-Firma den Namen Miller & Whitworth beibehielt, suchte sich Miller einen neuen Namen für seine eigene Firma. 1977 änderte er offiziell seinen Namen in Ben Lexcen.
Sein größter Erfolg war 1983 der Sieg der von ihm entworfenen 12mR-Yacht Australia II im 25. America’s Cup. Zum ersten Mal hatte ein Entwurf von außerhalb der USA die bodenlose Kanne gewonnen. Ben Lexcens Neuerung war der Flügelkiel, mit dem die Australia II schneller drehen oder wenden konnte und höher am Wind segeln konnte. Die unterlegenen Amerikaner warfen ihm aber eine Verletzung der Nationalitäten-Regel vor, weil er niederländische Spezialisten beigezogen habe, um den revolutionären Flügelkiel zu konstruieren.
Der unterlegene Skipper Dennis Conner holte in dem nächsten 26. America’s Cup 1987 den Pokal vor Australien (Perth) in den hohen Wellen des Indischen Ozean mit 4:0 Siegen zurück in die USA. Conners Yacht Stars & Stripes nutzte auch einen Flügelkiel und relativierte so Ben Lexcens Konstruktion.
Ben Lexcen entwarf unter anderem auch die sehr anspruchsvoll zu segelnde Einhand-Trapez-Jolle Contender.

## Ehrungen
Für seine Verdienste um den Segelsport wurde er 1984 zum Member des Order of Australia ernannt. 2001 wurde ein Asteroid nach ihm benannt: (18747) Lexcen. Wegen seiner besonderen Verdienste als Konstrukteur um den America’s Cup wurde er 2006 in die America’s Cup Hall of Fame aufgenommen. Das Automodell Toyota Lexcen wurde nach ihm benannt. 